# Nyborgskyrkan
Nyborgskyrkan är en kyrkobyggnad i Arvidsjaur i Luleå stift. Den byggdes av Arvidsjaursbygdens EFS och invigdes 1977.
Ritningarna gjordes av Olof Meethz vid Jan Thurfjells Arkitektkontor AB i Skellefteå. Byggkostnaden inklusive inventarier var drygt 1,7 miljoner kronor.
Nyborgskyrkan togs i bruk domssöndagen 20 november 1977 och invigdes av dåvarande biskopen i Luleå stift, Stig Hellsten.
Kyrkan fungerade i många år som en så kallad samarbetskyrka, mellan EFS och Arvidsjaurs församling i Svenska kyrkan.
Under början av 2000-talet minskade användningen av Nyborgskyrkan, medlemmarna i EFS-föreningen blev färre och äldre och det blev allt svårare att hitta de frivilliga krafter som krävdes för att driva både verksamhet och kyrka. Arvidsjaursbygdens EFS beslutade därför att försöka sälja kyrkan.
Kyrkan kallställdes, och den 12 juni 2005 upphörde den att fungera som kyrka. I samband med den gudstjänst som då hölls lämnade församlingen Nyborgskyrkan som plats för gudstjänst enligt Svenska kyrkans ordning och EFS tradition.